# Парфинский район
Па́рфинский райо́н — административно-территориальная единица (район) и муниципальное образование (муниципальный район) в составе Новгородской области Российской Федерации.
Административный центр — рабочий посёлок Парфино.

## География
Район расположен в центральной части Новгородской области. Площадь территории — 1591,12 км². Граничит с районами Новгородской области: на западе со Старорусским, на севере с Крестецким, на востоке с Демянским. На северо-западе территория района выходит к озеру Ильмень. Крупнейшие реки — Пола, Редья и Ловать. На территории района находится около сотни озёр, почти половина из них в районе дельты реки Ловать.

## История
Парфинский район был образован по Указу Президиума ВС РСФСР от 13 декабря 1968 года из части Старорусского района в составе девяти сельсоветов и рабочего посёлка Парфино.

## Население
| 1989    | 2002    | 2005    | 2006    | 2007    | 2009    | 2010    | 2012    | 2013    |
| ------- | ------- | ------- | ------- | ------- | ------- | ------- | ------- | ------- |
| 17 497  | ↘16 485 | ↘16 070 | ↘15 805 | ↘15 715 | ↘15 408 | ↘14 395 | ↘14 141 | ↘14 018 |
| 2014    | 2015    | 2016    | 2017    | 2018    | 2019    | 2020    | 2021    |         |
| ↘13 811 | ↘13 548 | ↘13 319 | ↘13 019 | ↘12 800 | ↘12 480 | ↘12 220 | ↘11 935 |         |

### Урбанизация
В городских условиях (рабочий посёлок Парфино) проживает 52,2 % населения района.

### Национальный состав
По итогам переписи населения 2020 года проживали следующие национальности (национальности менее 0,1 % и другое, см. в сноске к строке «Другие»):
| Национальность | Численность, чел. | Доля     |
| -------------- | ----------------- | -------- |
| Русские        | 9500              | 79,60 %  |
| Цыгане         | 137               | 1,15 %   |
| Украинцы       | 44                | 0,37 %   |
| Белорусы       | 26                | 0,22 %   |
| Узбеки         | 17                | 0,14 %   |
| Таджики        | 17                | 0,14 %   |
| Татары         | 14                | 0,12 %   |
| Другие         | 2180              | 18,26 %  |
| Итого          | 11 935            | 100,00 % |

## Административно-муниципальное устройство
В Парфинский район в рамках административно-территориального устройства входят 3 поселения как административно-территориальные единицы области.
В рамках муниципального устройства, одноимённый Парфинский муниципальный район включает 3 муниципальных образования, в том числе 1 городское поселение и 2 сельских поселения:
| № | Муниципальное образование       | Административный центр  | Количество населённых пунктов | Население (чел.) | Площадь (км²) |
| - | ------------------------------- | ----------------------- | ----------------------------- | ---------------- | ------------- |
| 1 | Парфинское городское поселение  | рабочий посёлок Парфино | 2                             | ↗6582            | 7,28          |
| 2 | Полавское сельское поселение    | посёлок Пола            | 49                            | ↘2629            | 710,4         |
| 3 | Федорковское сельское поселение | деревня Федорково       | 64                            | ↘2724            | 873,44        |

Областным законом от 11 ноября 2005 года № 559-ОЗ на территории района было образовано 8 поселений как административно-территориальных единиц области. 1 января 2006 года в рамках муниципального устройства Областным законом от 2 декабря 2004 года N 354-ОЗ на территории муниципального района было образовано 8 муниципальных образований: одно городское и 7 сельских поселений.
12 апреля 2010 года были упразднены Кузьминское, Лажинское, Новодеревенское, Сергеевское и Юрьевское сельские поселения (поселения).

### Населённые пункты
В Парфинском районе 115 населённых пунктов.
| №   | Населённый пункт   | Тип                     | Население | Муниципальное образование       |
| --- | ------------------ | ----------------------- | --------- | ------------------------------- |
| 1   | Антипово           | деревня                 | 10        | Федорковское сельское поселение |
| 2   | Анухино            | деревня                 | 20        | Федорковское сельское поселение |
| 3   | Бабки              | деревня                 | 57        | Федорковское сельское поселение |
| 4   | Барышово           | деревня                 | 9         | Полавское сельское поселение    |
| 5   | Беглово            | деревня                 | 27        | Полавское сельское поселение    |
| 6   | Беглово            | железнодорожная станция | 22        | Полавское сельское поселение    |
| 7   | Березицко          | деревня                 | 62        | Федорковское сельское поселение |
| 8   | Берёзка            | деревня                 | 0         | Полавское сельское поселение    |
| 9   | Большая Обша       | деревня                 | 0         | Полавское сельское поселение    |
| 10  | Большие Бучки      | деревня                 | 4         | Федорковское сельское поселение |
| 11  | Большие Ловасицы   | деревня                 | 0         | Полавское сельское поселение    |
| 12  | Большие Роги       | деревня                 | 12        | Полавское сельское поселение    |
| 13  | Большое Волосько   | деревня                 | 0         | Федорковское сельское поселение |
| 14  | Большое Ладышкино  | деревня                 | 10        | Полавское сельское поселение    |
| 15  | Большое Стёпаново  | деревня                 | 7         | Полавское сельское поселение    |
| 16  | Большое Яблоново   | деревня                 | 4         | Полавское сельское поселение    |
| 17  | Большой Заход      | деревня                 | 12        | Полавское сельское поселение    |
| 18  | Большой Толокнянец | деревня                 | 6         | Полавское сельское поселение    |
| 19  | Бор                | деревня                 | 0         | Федорковское сельское поселение |
| 20  | Борки              | деревня                 | 55        | Полавское сельское поселение    |
| 21  | Бычково            | деревня                 | 1         | Полавское сельское поселение    |
| 22  | Васильевщина       | деревня                 | 47        | Полавское сельское поселение    |
| 23  | Васильково         | деревня                 | 0         | Полавское сельское поселение    |
| 24  | Вдаль              | деревня                 | 17        | Федорковское сельское поселение |
| 25  | Веретье            | деревня                 | 33        | Федорковское сельское поселение |
| 26  | Воронцово          | деревня                 | 9         | Федорковское сельское поселение |
| 27  | Выползово          | деревня                 | 4         | Полавское сельское поселение    |
| 28  | Гонцы              | деревня                 | 48        | Федорковское сельское поселение |
| 29  | Городок            | деревня                 | 2         | Полавское сельское поселение    |
| 30  | Городок            | деревня                 | 3         | Федорковское сельское поселение |
| 31  | Городок-Дубровский | деревня                 | 0         | Федорковское сельское поселение |
| 32  | Городок-Лажинский  | деревня                 | 90        | Федорковское сельское поселение |
| 33  | Гридино            | деревня                 | 0         | Федорковское сельское поселение |
| 34  | Дворец             | деревня                 | 18        | Полавское сельское поселение    |
| 35  | Дретёнка           | деревня                 | 4         | Федорковское сельское поселение |
| 36  | Дубки              | деревня                 | 8         | Полавское сельское поселение    |
| 37  | Дубровы            | деревня                 | 26        | Федорковское сельское поселение |
| 38  | Ершино             | деревня                 | 0         | Федорковское сельское поселение |
| 39  | Заклинье           | деревня                 | 19        | Федорковское сельское поселение |
| 40  | Залесье            | деревня                 | 0         | Федорковское сельское поселение |
| 41  | Замошка            | деревня                 | 0         | Полавское сельское поселение    |
| 42  | Заостровье         | деревня                 | 2         | Федорковское сельское поселение |
| 43  | Зубакино           | деревня                 | 14        | Федорковское сельское поселение |
| 44  | Иванково           | деревня                 | 21        | Федорковское сельское поселение |
| 45  | Ивашово            | деревня                 | 4         | Федорковское сельское поселение |
| 46  | Ключи              | деревня                 | 40        | Полавское сельское поселение    |
| 47  | Козино             | деревня                 | 10        | Полавское сельское поселение    |
| 48  | Конюхово           | деревня                 | ↘108      | Парфинское городское поселение  |
| 49  | Кошелёво           | деревня                 | 0         | Полавское сельское поселение    |
| 50  | Кстечки            | деревня                 | 0         | Федорковское сельское поселение |
| 51  | Кузьминское        | деревня                 | 89        | Полавское сельское поселение    |
| 52  | Лажины             | деревня                 | 234       | Федорковское сельское поселение |
| 53  | Лазарицкая Лука    | деревня                 | 50        | Федорковское сельское поселение |
| 54  | Лазарицы           | деревня                 | 200       | Федорковское сельское поселение |
| 55  | Лебедское          | деревня                 | 0         | Полавское сельское поселение    |
| 56  | Лоринка            | деревня                 | 2         | Полавское сельское поселение    |
| 57  | Лукино             | деревня                 | 2         | Федорковское сельское поселение |
| 58  | Любохово           | деревня                 | 0         | Федорковское сельское поселение |
| 59  | Малая Обша         | деревня                 | 0         | Полавское сельское поселение    |
| 60  | Малое Ладышкино    | деревня                 | 32        | Полавское сельское поселение    |
| 61  | Малое Стёпаново    | деревня                 | 10        | Полавское сельское поселение    |
| 62  | Малое Яблоново     | деревня                 | 0         | Полавское сельское поселение    |
| 63  | Малые Бучки        | деревня                 | 2         | Федорковское сельское поселение |
| 64  | Малые Ловасицы     | деревня                 | 7         | Полавское сельское поселение    |
| 65  | Малый Заход        | деревня                 | 4         | Полавское сельское поселение    |
| 66  | Малый Калинец      | деревня                 | 0         | Полавское сельское поселение    |
| 67  | Малый Толокнянец   | деревня                 | 4         | Полавское сельское поселение    |
| 68  | Мануйлово          | деревня                 | 34        | Федорковское сельское поселение |
| 69  | Маята              | деревня                 | 0         | Федорковское сельское поселение |
| 70  | Медведково         | деревня                 | 10        | Федорковское сельское поселение |
| 71  | Межники            | деревня                 | 0         | Федорковское сельское поселение |
| 72  | Навелье            | деревня                 | 2         | Федорковское сельское поселение |
| 73  | Налючи             | деревня                 | 19        | Полавское сельское поселение    |
| 74  | Новая Деревня      | деревня                 | 383       | Полавское сельское поселение    |
| 75  | Ободово            | деревня                 | 2         | Федорковское сельское поселение |
| 76  | Парфино            | рабочий посёлок         | ↗6481     | Парфинское городское поселение  |
| 77  | Парфино            | деревня                 | 240       | Федорковское сельское поселение |
| 78  | Парфино            | железнодорожная станция | 106       | Федорковское сельское поселение |
| 79  | Плешаково          | деревня                 | 8         | Федорковское сельское поселение |
| 80  | Подборовье         | деревня                 | 4         | Федорковское сельское поселение |
| 81  | Подчесье           | деревня                 | 0         | Федорковское сельское поселение |
| 82  | Пожалеево          | деревня                 | 16        | Полавское сельское поселение    |
| 83  | Пола               | посёлок                 | ↗2276     | Полавское сельское поселение    |
| 84  | Почаево            | деревня                 | 0         | Федорковское сельское поселение |
| 85  | Преслянка          | деревня                 | 1         | Полавское сельское поселение    |
| 86  | Пустобородово      | деревня                 | 6         | Федорковское сельское поселение |
| 87  | Редцы              | деревня                 | 13        | Федорковское сельское поселение |
| 88  | Репище             | деревня                 | 0         | Федорковское сельское поселение |
| 89  | Росино             | деревня                 | 33        | Полавское сельское поселение    |
| 90  | Ростани            | деревня                 | 12        | Федорковское сельское поселение |
| 91  | Рудново            | деревня                 | 117       | Федорковское сельское поселение |
| 92  | Рябутки            | деревня                 | 1         | Федорковское сельское поселение |
| 93  | Рябчиково          | деревня                 | 4         | Полавское сельское поселение    |
| 94  | Сачково            | деревня                 | 0         | Федорковское сельское поселение |
| 95  | Селиваново         | деревня                 | 13        | Федорковское сельское поселение |
| 96  | Сельцо             | деревня                 | 108       | Полавское сельское поселение    |
| 97  | Сельцо             | деревня                 | 0         | Федорковское сельское поселение |
| 98  | Сергеево           | деревня                 | 393       | Федорковское сельское поселение |
| 99  | Слобода            | деревня                 | 12        | Федорковское сельское поселение |
| 100 | Слободка           | деревня                 | 4         | Федорковское сельское поселение |
| 101 | Средняя Обша       | деревня                 | 0         | Полавское сельское поселение    |
| 102 | Старый Двор        | деревня                 | 3         | Федорковское сельское поселение |
| 103 | Сучки              | деревня                 | 1         | Федорковское сельское поселение |
| 104 | Тисва              | деревня                 | 0         | Федорковское сельское поселение |
| 105 | Тополёво           | деревня                 | 51        | Полавское сельское поселение    |
| 106 | Тулитово           | деревня                 | 35        | Федорковское сельское поселение |
| 107 | Турно              | деревня                 | 64        | Полавское сельское поселение    |
| 108 | Федорково          | деревня                 | 1134      | Федорковское сельское поселение |
| 109 | Хмелево            | деревня                 | 82        | Федорковское сельское поселение |
| 110 | Чапово             | деревня                 | 0         | Полавское сельское поселение    |
| 111 | Щекотец            | деревня                 | 14        | Федорковское сельское поселение |
| 112 | Щечково            | деревня                 | 17        | Полавское сельское поселение    |
| 113 | Юрьево             | деревня                 | 190       | Федорковское сельское поселение |
| 114 | Ямы                | деревня                 | 4         | Федорковское сельское поселение |
| 115 | Ярцево             | деревня                 | 0         | Полавское сельское поселение    |

## Экономика
Крупнейшее предприятие района ООО «Парфинский фанерный комбинат».

## Транспорт
Через район проходит железная дорога Бологое-Московское — Дно.

## Культура
В районе издаётся газета «Приильменская правда», действуют 10 домов культуры, центр фольклора и ремёсел, 11 библиотек, центр детского творчества, 15 культурно-досуговых учреждений, спорткомплекс, «Парфинская детская школа искусств».